# Mistrzostwa Wspólnoty Narodów w Judo 2023
Mistrzostwa wspólnoty narodów w judo w rozgrywane były w Gqeberha w Południowej Afryce, w dniu 6 sierpnia.

## Klasyfikacja medalowa
Gospodarz zawodów został zaznaczony kolorem.
| Miejsce | Państwo           |    |    |    | Razem |
| ------- | ----------------- | -- | -- | -- | ----- |
| 1       | Indie             | 4  | 2  | 0  | 6     |
| 2       | Południowa Afryka | 2  | 2  | 5  | 9     |
| 3       | Botswana          | 2  | 2  | 1  | 5     |
| 4       | Seszele           | 1  | 1  | 0  | 2     |
| 5       | Mozambik          | 1  | 0  | 1  | 2     |
| 6       | Irlandia Północna | 0  | 2  | 4  | 6     |
| 7       | Walia             | 0  | 1  | 0  | 1     |
| Razem   | Razem             | 10 | 10 | 11 | 31    |

## Medaliści

### Mężczyźni
| Konkurencja: | Złoto:             | Srebro:                   | Brąz:                         |
| −60kg        | Tumiso Phuthego    | Maatla Serokana           | Samuel Ribeiro Zack Gallagher |
| −66kg        | Alson Muzime       | Dewald Schultz            | Tresh Kgosietsile             |
| −73kg        | Tirelo Lekoko      | Callum Green              | Aedan O'Doherty               |
| −81kg        | Kenny Van Romburgh | Poliob Jyoti Jyoti Gohain | Conor Kelly                   |
| −90kg        | Nantenaina Finesse | Kenneth Harris            | Tashen Sarju Brendan Kruger   |
| −100kg       | Vishal             | Lwazi Mapitiza            | ----                          |
| Ponad 100kg  | David Stockigt     | Dominic Dugasse           | Anda Mbonjeni                 |

### Kobiety
| Konkurencja: | Złoto:                     | Srebro:          | Brąz:                                      |
| −57kg        | Poojal Prakash Shahapurkar | Savitri          | ----                                       |
| −63kg        | Himanshi Tokas             | Alex Kelly       | Kirsten Millar Anastasiya-Alexandra Nenova |
| −78kg        | Kanwarpreet Kaur           | Lauryn Pulamoeng | Suandri Groenewald                         |